# Syringolaimus filicaudatus
Syringolaimus filicaudatus är en rundmaskart som beskrevs av Vitiello 1970. Syringolaimus filicaudatus ingår i släktet Syringolaimus och familjen Rhabdolaimidae. Inga underarter finns listade i Catalogue of Life.